# Roeselia arana
Roeselia arana är en fjärilsart som beskrevs av William Schaus 1896. Roeselia arana ingår i släktet Roeselia och familjen trågspinnare. Inga underarter finns listade.